# 止血带

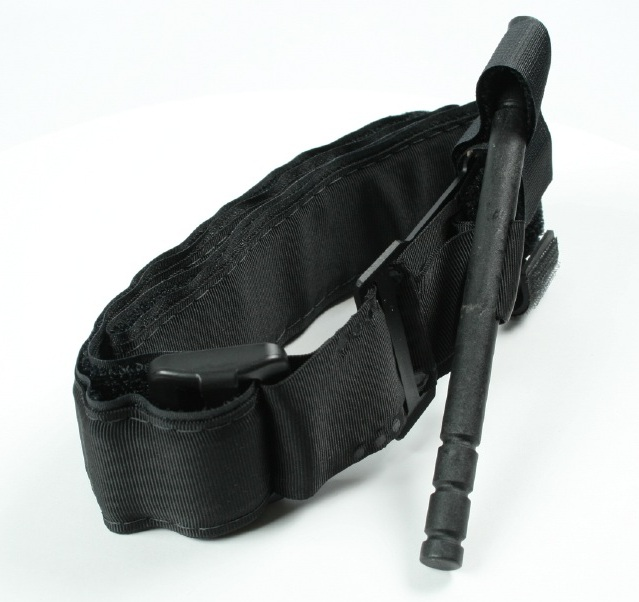
医疗人员和急救人员常用的止血带 Combat Application Tourniqute（CAT）

止血带是一种对肢体或四肢施加压力以限制但不阻止血液流动的装置。它可用于紧急情况、手术或术后康复。一个简单的止血带可以由一根棍子和一根绳子（或皮带）制成，不過目前簡易止血带已較少使用，因为与商业和专业的止血带相比，簡易止血带的效果不佳，有可能会阻止血液流动，且可能出现软组织损伤和神经损伤等副作用。止血带有三种类型，分別為手术止血带（surgical tourniquets）、緊急止血带（emergency tourniquets）和康复止血带（rehabilitation tourniquets）。